# Arakiúlia
Arakiúlia (en rus: Аракюля) és un poble de l'óblast de Leningrad, a Rússia, que el 2017 tenia 6 habitants, pertany al districte de Vólossovo.